# كول أوف ديوتي: بلاك أوبس
كول أوف ديوتي: بلاك أوبس (بالإنجليزية: Call of Duty: Black Ops)‏ هي لعبة فيديو من نوع التصويب من منظور الشخص الأول من تطوير استوديو ترايارك ونشر أكتيفجن. صدرت في الأسواق في 9 نوفمبر، 2010. اللعبة تم الكشف عنها رسمياً لأول مرة في 30 أبريل، 2010، وهي تعتبر الجزء السابع في سلسلة « كول أوف ديوتي » والثالثة من تطوير استديو ترايارك. اللعبة متوفرة على منصات إكس بوكس 360، وبلاي ستيشن 3، ووي، ونينتندو دي إس وحصلت اللعبة على أكثر النسخ مبيعا في العالم والمركز الثاني في أكبر عدد باللعب عبر الشبكة في سلسلة تاريخ Call of duty من بعد Call of duty black ops 2(من تطوير مفترق لشركة أن-سبيس)، وكذالك أنظمة مايكروسوفت ويندوز.

## طريقة اللعب
اللعبة في هذا الجزء ستشهد تقديم عدد من المعدات الحربية الجديدة في السلسلة مثل القوس والنشاب والذي يتميز بأسهمه المتفجرة، وسكين باليستي والذي بإمكان قذف نصه لمسافات قصيرة. أيضاً اللعبة تسمح لك خلال طور القصة من قيادة طائرات حربية، حيث تم تأكيد تواجد كلا من الطائرة الاستطلاعية لوكهيد إس آر-71 ومروحية ميل مي-24 الحربية في اللعبة.
أما في الطور الجماعي للعبة، فالمركبات ستتواجد من هذه كالتخريب ولكن بطريقة ليست مختلفة عن تلك الموجودة في جزء ورلد أت وور، أيضا بعض الخصائص المعروفة في نسخة الحاسوب الشخصي من السلسلة والتي تم إزالتها في جزء كول أوف ديوتي: مودرن وورفير 2 تم إعادتها من جديد كإمكانية الميلان أثناء التصويب، والخوادم المخصصة ‏ للعبة  أيضا اللعبة ستشهد تقديم الجيل الثاني من خاصية "Create-a-Class" هو خيار معروف في السلسلة يسمح لك بإنشاء قائمتك المخصصة والتي تحتوي على أسلحتك القتالية وPerks المفضلة، حيث شهدت هذه الخاصية عدداً ممن التحسينات الكبيرة خصوصاً مع إمكانية تعديل أشكال الأسلحة على نوع واسع حيث يشمل ذلك اختيار نوعية الملحقات المرفقة في السلاح مع إمكانية إضافة شعارات وكتابات على الجزء الظاهر من السلاح. بالإضافة لإمكانية تغير تصميم الشخصية واختيار نوعية الدخيرة والقنابل اليدوية المستخدمة.أيضا تتضمن اللعبة أنواع جديد من المكافئات للقتل المتتالي، خيث أصبح من الممكن إطلاق «قنابل النابالم الجوية» واستخدام «السيارات الموجهة المتفجرة» و«الصواريخ ذاتية التوجية». أيضا ولأول مرة في السلسلة، أصبح بإمكان اللاعبين من تسجيل وحفظ مقاطع من اللعب الجماعي على الإنترنت.
اللعبة ستحتوي أيضا على طور تعاوني لـ4 لاعبين. أيضا النسخة المحدودة من اللعبة ستحتوي على أربعة خرائط لطور «الزومبي» المعروف في جزء والد أت وور.

## حبكة القصة
بلاك أوبس تقع أحداثها أثناء فترة الحرب الباردة، حيث ستعطى دور جندي سري يقوم بالعديد من المهمام خلف خط الأعداء، حيث تجري الأحداث في العديد من المواقع المعروفة أثناء الحرب الباردة مثل جبال الأورال ولاوس وكوبا وفيتنام وروسيا.وأيضا سوف تغامر في ألمانيا على أيام حرب العالمية الثانية.
ومن خلال هذه اللعبة يقوم المخابرات المركزية بخطف بطل اللعبة ويقومون بغسيل الدماغ على جهاز كرسي كهربائي ليتذكر أرقام الصواريخ المهمة. وبالإضافة إلى ظهور 3 شخصيات حقيقية وهم: فيديل كاسترو الزعيم الكوبي وهو في عمر الشباب، والرئيس الأمريكي جون كينيدي ووزيره روبرت ماكنامارا، وظهور الرئيس الأمريكي ريتشارد نيكسون في مشهد كوميدي، وظهور الزومبيين في الأراضي الروسية وألمانيا ما بعد الحرب العالمية الثانية خلال الحرب الباردة ومبنى وزارة الدفاع (البنتاغون).
ومن مميزات اللعبة صناعة 4 شخصيات حقيقية كان لها دور في الستينيات، ومنهم: الزعيم الكوبي في ذلك الوقت فيديل كاسترو، وروبرت ماكنامارا مهندس الحرب في فيتنام، والرئيس الأمريكي الراحل جون كينيدي، وريتشارد نيكسون.

## اللعب الجماعي
العب الجماعي على الإنترنت هو أفضل مميزات اللعبة حيث تتوفر الكثير من الخرائط والكثير من الأسلحة والإضافات على الأسلحة، إضافة إلى تطور الزومبي الذي يعد من الاضافات الجديدة في هذا الجزء.

## اسلحة طور لعب الجماعي

### رشاشات
- إم بي 5كي إم بي 5
- إيه كيه-47
- [جليل] GALIL
- فامس فاماس
- اي يو جي AUG
- فن فال إف إن فال
- جي 11 g11
- ام 60 m60
- آر بي كيه آر بي كي
- سبيكتر speactr

### بنادق
- إم16
- ام14
- إيه كيه-47
- سباس

### اسلحة قناص
- دراغونوف

### دفاع جوي محمول
- آر بي جي

### أدوات مساعدة
- راصد الحركة
- الغام
- سي4
- كاميرا رصدت
- قنبلة يدوية
- توماهوك
- قنبلة يدوية لصقه
- ملاحظة يوجد العديد من الاسلحة الغير مذكورة

## اعتراض الحكومة الكوبية على اللعبة
تسببت لعبة كول أوف ديوتي: بلاك أوبس والتي تسمح اللاعبين بمحاولة قتل الزعيم الكوبي فيدل كاسترو ردود فعل غاضبة في كوبا، وأكد الموقع الحكومي في هافانا أن الحكومة الأمريكية تريد تحقيق أمنيته بقتل كاسترو افتراضياً بعد أن عجزت عن قتل فيدل كاسترو في أرض الواقع منذ 50 عاما. ، ووصف موقع Cubadebate اللعبة بأنها تسلية للمرضى النفسيين والتي تعرضه من اشتباكات في الحروب والمشاهد.

## وصلات خارجية
- الموقع الرسمي
- كول أوف ديوتي: بلاك أوبس على موقع IMDb (الإنجليزية)
- كول أوف ديوتي: بلاك أوبس على موقع الموسوعة البريطانية (الإنجليزية)
- The Unofficial Call of Duty: Black Ops pages—A wiki on Call of Duty: Black Ops